# Municipio de Riverside (condado de Trego)
El municipio de Riverside (en inglés: Riverside Township) es un municipio ubicado en el condado de Trego en el estado estadounidense de Kansas. En el año 2010 tenía una población de 79 habitantes y una densidad poblacional de 0,25 personas por km².

## Geografía
El municipio de Riverside se encuentra ubicado en las coordenadas 38°46′39″N 99°41′18″O / 38.77750, -99.68833. Según la Oficina del Censo de los Estados Unidos, el municipio tiene una superficie total de 312.03 km², de la cual 297,77 km² corresponden a tierra firme y (4,57 %) 14,27 km² es agua.

## Demografía
Según el censo de 2010, había 79 personas residiendo en el municipio de Riverside. La densidad de población era de 0,25 hab./km². De los 79 habitantes, el municipio de Riverside estaba compuesto por el 96,2 % blancos, el 1,27 % eran asiáticos, el 1,27 % eran de otras razas y el 1,27 % eran de una mezcla de razas. Del total de la población el 2,53 % eran hispanos o latinos de cualquier raza.